# 2022년 훙가통가 해저화산 분화
2022년 훙가통가 해저화산 분화는 2022년 1월 15일(한국 시각 기준) 통가의 수도가 있는 통가타푸섬에서 북쪽으로 약 65 km 떨어진 훙가통가섬(훙가통가-훙가하파이)에서 화산이 분화한 사건이다. 화산이 분화한 훙카통가산은 뉴질랜드 북북동쪽의 피지를 향해 섭입하여 생성되어 활발히 활동중인 통가-케르매덱 제도 화산호 지역에 있다. 이번 화산 분화로 인해 지진해일이 발생하여 피지, 사모아, 왈리스 푸투나, 바누아투, 뉴질랜드, 오스트레일리아, 일본, 러시아, 미국, 캐나다, 멕시코, 칠레, 에콰도르에 쓰나미 주의보나 쓰나미 예보가 발령되었다. 특히 일본에서는 도호쿠 지방 태평양 해역 지진 이후 11년 만에 전국의 연안 지역에 쓰나미주의보가 내려졌다.
이 중 뉴질랜드, 미국, 칠레, 페루, 일본에서는 쓰나미로 피해가 발생했다. 페루에서는 2 m에 달하는 쓰나미가 해안가를 덮쳐 2명이 사망했으며 미국에서는 어부 2명이 쓰나미로 경상을 입었다. 이번 화산 분화는 21세기에 일어난 화산 분화 중 가장 거대한 규모의 분화일 것으로 추정된다.

## 화산 활동

### 2021년 12월
2014년 이후로 활동이 뜸했던 훙가통가 화산은 2021년 12월 20일 분화를 시작하여 미립자가 성층권까지 날라갔다. 분화 당시 화산에서 약 70 km 떨어진 통가의 수도 누쿠알로파에서도 분연주가 관측되었다. 뉴질랜드 웰링턴에 있는 화산재 정보 센터(VAAC)에서는 각 항공사에게 화산재로 인한 운항 주의 통지를 보냈다. 당시 화산 분화로 발생한 소리는 2,000 km 떨어진 뉴질랜드에서도 분화 2시간 후에 귀에 들릴 정도였다.
이 분화는 2021년 12월 21일 오전 2시 경 끝났다. 하지만 화산 활동은 계속되어 2021년 12월 25일 촬영한 인공위성 사진에서는 섬의 크기가 커진 것이 확인되었다.

### 2022년 1월
이후 점차 섬의 화산 활동이 감소하면서 2022년 1월 11일에는 휴면 상태가 선언되었다.
쓰나미는 일반적으로 지진 활동으로 유발되며, 화산 활동으로는 거의 만들어지지 않는다. 지난 2세기동안 화산 활동으로 만들어진 해일인 화산해일은 100차례도 되지 않는다.
2022년 1월 14일에는 대규모 분화 활동이 일어나 화산재가 대기중으로 고도 20 km 넘게 방출되었다. 통가 정부는 국민들에게 쓰나미 경보를 발령하였다. 화산 근처에 있었던 통가 지역 지질학자들은 폭발과 함께 폭 5 km가 되는 화산 분연주가 만들어졌다고 보고했다.
다음 날인 1월 15일, 현지 시각 17시 15분(UTC 4시 14분 45초) 더 거대한 화산 폭발이 일어났다. VAAC에서는 다시 모든 항공사에게 화산재 주의 정보를 발송하였다. 화산 폭발로 화산재가 땅으로 떨어지며 통가의 통가타푸섬에서는 태양이 완전히 가려져 어둠에 빠졌다. 화산에서 약 65 km 떨어진 누쿠알로파에서도 큰 폭발음이 들렸고, 하늘에서는 작은 돌과 화산재가 쏟아졌다. 통가 주민들은 고지대로 대피하기 시작했지만 극심한 교통정체가 발생했다. 화산의 폭발음은 화산에서 약 840 km 떨어진 사모아에서도 들렸으며 그 외 여러 국가에도 화산 폭발 소리를 들었다. 피지 사람들은 천둥소리가 났다고 말했고, 니우에, 사모아, 바누아투에서도 "쿵" 하는 큰 소리가 들렸다고 보도되었다. 니우에섬 서남쪽의 알로피나 아바텔레 거주민들은 폭발음과 함께 건물이 심하게 흔들렸다고 증언했다. 화산의 폭발음은 뉴질랜드 전역과 심지어 지구 반대편으로 통가에서 약 9,700 km 떨어진 캐나다의 유콘 준주의 아이벡스밸리(Ibex Valley)에서도 들렸다고 보도되었다.
우주에서는 태평양을 가로지르는 인공위성이 화산이 만들어 낸 거대한 분연주와 충격파 사진을 찍었다. 화산이 만들어 낸 충격파는 뉴질랜드 전역의 기상청에서 최대 진폭 약 7 hPa](헥토파스칼)로 측정되었다. 이 충격파는 오스트레일리아의 기상관측소에서도 측정되어 로드하우섬에서는 6.9 hPa, 웨스턴오스트레일리아주의 서쪽 끝자락인 퍼스에서는 3.3 hPa로 측정되었다. 이 기압 변동은 전 세계에서 측정되어 스위스에서는 약 2.5 hPa을, 영국에서는 약 2 hPa로 측정되었다. 미국 지질조사국(USGS)에서는 화산 분화의 표면파 규모를 Ms5.8로 측정하였다. 대한민국에서도 부산광역시 약 1.8 hPa 등 대한민국 전역에서 화산 폭발 충격파를 감지하였다.
화산 분화와 함께 격렬한 번개 활동도 관측되었다. 바이살라 국립 낙뢰 탐지 네트워크는 전파를 통해 번개를 관측했는데 화산 폭발 이전 약 2주동안 수백 회에서 수천 회의 낙뢰가 관측되었다. 2022년 1월 14일에서 15일 사이에는 수만 회의 번개가 관측되었다. 1월 15일 UTC 오전 5시에서 6시 1시간 사이에는 20만 회가 넘는 낙뢰가 관측되었다.
초기 화산 관측 당시에는 분연주가 수많은 화산 물질을 성층권에 방출하여 일시적으로 기후 냉각 효과를 일으킬 것이라 추정했다. 하지만 이후 계산 결과 성층권에 이산화 황 약 0.4 Tg(테라그램)이 방출되어 지구를 전체적으로 냉각시키진 못할 것이라는 결론이 나왔다. 하지만 방출한 이산화 황이 남반구에 영향을 주어 겨울이 약간 더 추워지며 일몰이 더 반짝이는 효과를 가져올 것이라 추정하고 있다. 기후과학자인 짐 샐린저는 남반구 주민들이 화산 폭발 몇 달 뒤면 일몰이 보라색으로 보일 것이라며, 또한 봄까지 약 0.1에서 0.5 °C에 달하는 냉각 효과가 일어날 것이라고 말했다. 오클랜드 대학교의 화산학자인 셰인 크로닌은 이번 화산 폭발이 훙가 칼데라에서 약 천년에 한 번 일어날 만한 큰 폭발이며, 화산 폭발 지수(VEI)는 약 5에 달할 것이라고 말했다. 일본 방재과학기술연구소에서는 1991년 피나투보산 분화의 크기랑 비슷하거나 약간 작다며 화산 폭발 지수가 5-6 사이가 될 것이라고 추측하였다.

## 쓰나미

### 오세아니아
화산 폭발로 약 1.2 m 높이의 쓰나미가 통가의 수도 누쿠알로파를 덮쳤다. 도시의 검조계는 약 1.5-2 m에 달하는 높이로 기록되었다. 인터넷에서는 쓰나미가 해안과 집을 강타해 잔해를 쓸어버리는 모습이 담긴 영상이 올라왔다. 그 외에도 화산재 구름이 태양을 완전히 가려 대낮인데도 어두운 풍경인 모습을 담은 영상도 있었다. 통가 수도에 살던 한 주민은 일련의 작은 폭발음이 들리고 나서 약 15분 후 거대한 쓰나미가 뒤따랐다고 증언했다. 첫 쓰나미가 가장 컸으며, 연안 해상에서는 길고 하얀 파도가 보였다고 말했다. 보도에 따르면 총 세 번의 쓰나미가 통가 해안을 덮쳤다. 쓰나미의 여파로 통가의 국왕인 아호에이투 투포우 6세가 통가 왕궁에서 대피하고 주민들이 고지대로 대피하면서 극심한 교통 정체가 발생했다고 보도되었다.
통가에서 전해진 비공식적인 여러 쓰나미 보도자료와 인터넷 상 증언을 토대로 독일의 씽크탱크인 '리스크레이어'(Risklayer)는 통가의 쓰나미 침수지도를 개발하였다. 이 지도에서는 약 15 m 이상의 쓰나미가 통가타푸섬 서쪽을 강타했을 것이라고 보고 있으며 수도 서쪽이 큰 피해를 입었을 것이라 추정하고 있다. 결국 1월 18일 통가 정부는 통가타푸섬, 에우아섬, 하파이 제도에서 15 m가 넘는 쓰나미가 닥쳤다고 발표하였다.
피지에서는 수도 수바의 검조계가 현지 시각 17시 40분 경 20 cm의 해일을 관측했다. 라우 제도에서도 쓰나미가 관측되었다. 모체섬, 모알라섬, 칸다부섬, 타베우니섬에서도 낮은 높이의 해일이 닥쳐 연안 지역에 홍수가 일어났다.
아메리칸사모아에서는 최대 61 cm의 해일이 관측되었다. 반면 해안 지역에서 대피한 니우에섬의 주민은 통가 바로 인근 지역에 있는 섬이었는데도 불구하고 해일을 보지 못했다고 증언했다. 왈리스 푸투나에서는 쓰나미 경보가 발령되었으나 별다른 피해가 보고되지 않았고 1월 15일 저녁 경보가 해제되었다.
바누아투에서는 여러 섬에서 1-2.5 m 에 달하는 높은 쓰나미가 관측되었다. 바누아투 기상재해국은 1월 15일 밤까지 쓰나미 여파가 있을 것이라고 발표했다. 하와이에서는 하날레이에서 최대 0.8 m의 해일이 관측되었다.
쓰나미는 뉴질랜드 북섬에 있는 투투카카 항구에 큰 피해를 입혔다. 큰 해일로 배들이 선착장에서 끌려내려가 일부는 만 안쪽으로 빨려들어가거나 서로 부딪혀 파손되었으며, 정박지의 구조물도 해일로 파괴되었다. 8척에서 10척 정도의 배가 완전히 가라앉았으며 총 피해액은 수백만 달러에 달할 것으로 추정된다. 하라키만 기상관측소에 따르면 현지 시각 1월 16일 오전 1시 5분에서 10분 사이 뉴질랜드 북부의 그레이트배리어섬에서 약 1.33 m에 달하는 높이의 쓰나미가 관측되었다. 쓰나미가 마히네푸아만에 들이닥쳐 홍수가 일어났지만 당시 만 안쪽에 있었던 50명 모두 무사하다고 보도되었다. 당시 호키안가 항구에 있었던 어부들은 쓰나미를 피하기 위해 목숨을 걸고 뛰었고, 1 m가 넘는 깊이에서 운전하여 탈출했다고 증언했다. 뉴질랜드에서 쓰나미로 인한 인명피해는 보고되지 않았다.
오스트레일리아 기상청에서는 쓰나미가 오스트레일리아 동부 해안에서 토요일 밤 내내 관측되었다고 발표했다. 최대 쓰나미 높이는 노퍽섬에서 1.27 m, 로드하우섬에서 1.10 m, 퀸즐랜드주 골드코스트에서 0.82 m, 뉴사우스웨일스주 투폴드베이에서 0.77 m, 태즈메이니아주 호바트에서 0.50 m로 관측하였다.

### 아시아
대한민국에서는 제주도의 서귀포시에서 약 15 cm, 모슬포 약 10 cm, 한반도 남해안 상에서 약 수 cm의 약한 해일을 관측했다. 하지만 대한민국 기상청은 해일 높이가 20 cm 이내로 매우 작아 큰 영향은 없었다고 밝혔다.
러시아 최동단에 있는 쿠릴 열도에서는 약 20 cm의 쓰나미가 발생했다. 최소 2개 항구에서 쓰나미 경보가 발령되었다.
1월 16일 새벽에는 중국 대륙 저장성의 닝보시 샹산현 스푸진에서 약 20 cm의 쓰나미가 감지되었다.
대만 기상국에서도 가오슝시, 핑둥현, 이란현, 화롄현, 타이둥현 지역에 쓰나미 황색경보를 발령하며 주의를 촉구했다. 하지만 핑둥현 허우비호에서 0.4 m, 타이둥현 란위섬에서 0.38 m, 이란현 우스에서 0.36 m, 쑤아오진에서 0.31 m, 화롄에서 0.29 m, 타이둥현 본섬에서 0.25 m, 가오슝시 0.24 m 등 매우 낮은 쓰나미를 관측하였다.

#### 일본

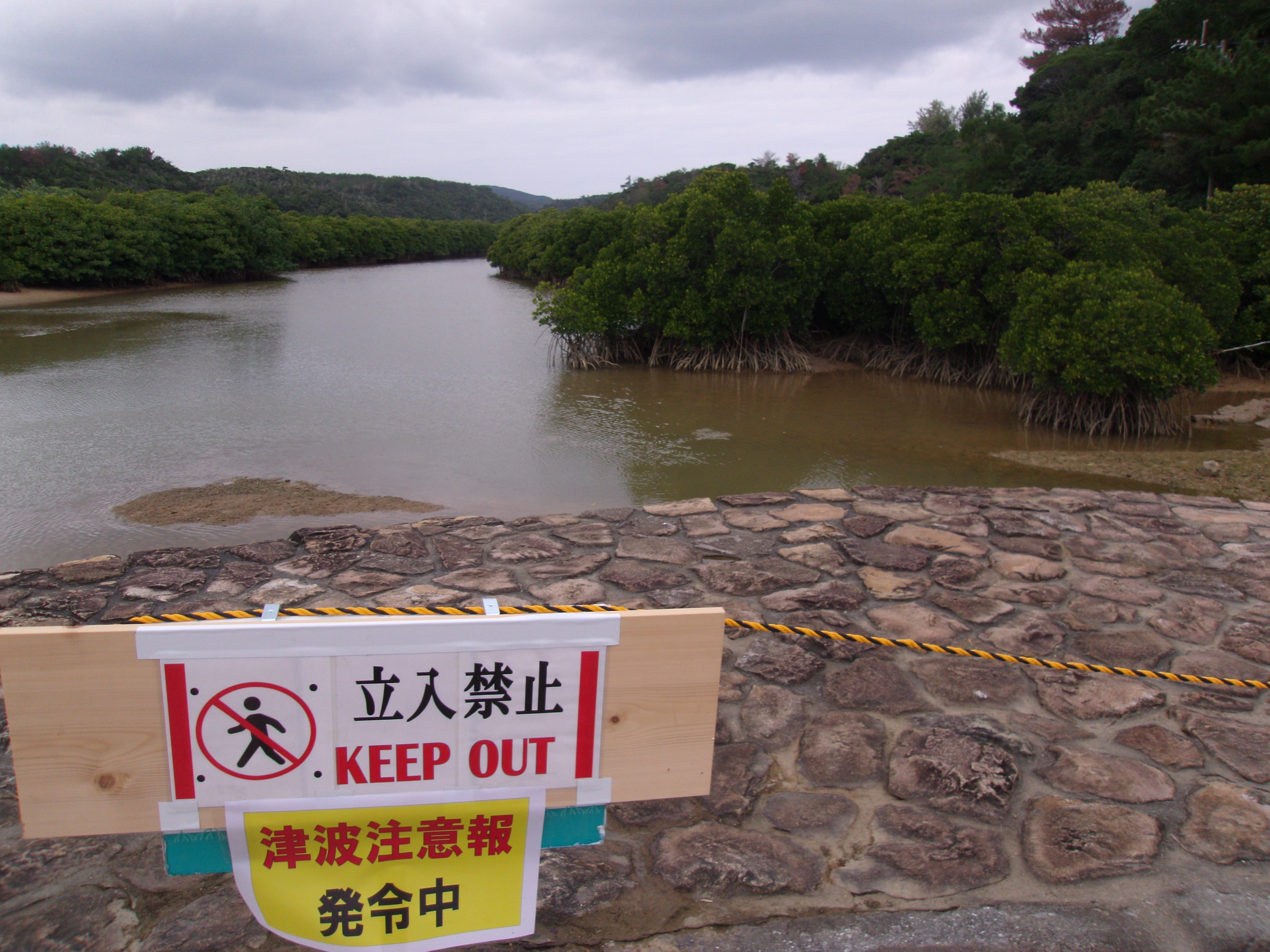
조위 변화 위험으로 출입 금지 팻말이 붙여진 오키나와현 히가시촌 게사시만의 맹그로브숲. 2022년 1월 16일 오전 촬영.

분화 직후 통가와 약 7,800 km 이상으로 거리가 매우 멀리 떨어져 있던 일본에서는 15일 밤 일본 기상청이 "약간의 해수면 변동은 있을 수 있지만, 피해가 발생할 우려는 없다"고 발표했다. 실제로 통가와 일본 사이에 있는 사이판섬에서는 해일 높이가 낮았고, 일본에 오는 해일도 작을 것이라고 예상했다. 하지만 원래 해일이 도달할 예상 시각보다 약 2시간 더 빨리, 일본에 기압 변동 충격파가 도달한 20시경부터 일본 곳곳에서 조위 변화를 감지하였다. 23시 이후에는 1 m를 넘는 조위 변화를 관측하여 일본 기상청이 쓰나미 경보·주의보를 발령하였다. 16일 새벽 기상청 기자회견에서 "지진으로 발생하는 통상적인 지진해일과는 다르다"며 이 현상으로 발생한 재해를 막기 위해 쓰나미 경보를 사용하여 방재 대응을 진행한다고 설명하였다. 이러한 조위 변화는 일본 홋카이도에서 류큐 열도까지, 그 외에도 태평양 인근 미국 서해안과 남미에서도 넓게 발생했는데 화산으로부터 훨씬 먼 일본이나 남미 지역이 통가 국내보다 비슷하거나 더 높은 쓰나미를 관측하였다.
일반적인 쓰나미는 10분에서 1시간 정도의 주기로 지진 원점에서 멀어지면 멀어질수록 이 주기는 더욱 길어지는 데 반해, 이번 조위 변동은 주기가 수 분 주기로 매우 짧았으며 지진이나 화산 폭발 등 해저 지형 변동으로 만들어진 쓰나미가 일본에 도달하여 일어났다고 보기 어려웠다. 일본 기상청은 이를 급격한 기압변동으로 조위가 순간적으로 상승하여 발생했을 것이라고 추정했다. 도호쿠 대학 재해과학 국제연구소의 이마무라 후미히코 교수는 기압이 급격하게 변동한 후 해일이 바로 감지되었다며 분화가 만들어 낸 공진 현상이 해수면에 짧은 주기의 파도를 만들며 나아가다가 일본 부근에서 파도가 한데 모여 큰 해일이 되었다고 분석했다. 또한 분화로 일어난 태평양 전역의 기압 변화가 조위 변동을 만들어 일으킨 것으로도 분석하고 있다.
일본 기상청은 당초 쓰나미로 파악했던 조위 변화가 확인되자 태평양 연안 일본 전 지역에 쓰나미 경보·주의보를 발령했다. 가고시마현 아마미시 고미나토에서 1.2 m, 이와테현 구지항에서 1.1m 등 일본 각지에서 쓰나미를 관측하였다. 미야기현 다가조시의 스나오시강은 16일 0시 45분 경 해일이 강을 역류해 올라가는 모습이 관측되기도 하였다.
일본에서 쓰나미 경보가 발령되고 1 m가 넘는 조위 변화가 관측된 것은 2016년 일어난 도호쿠 지방 태평양 해역 지진의 여진인 2016년 후쿠시마현 해역 지진 이후 처음이다. 또한 해저 화산의 분화로 조위 변화가 일본에 관측된 일도 1952년 묘진쇼 분화 이후 처음 있는 일이다.

### 아메리카
페루에서는 람바예케에서 2 m가 넘는 해일이 닥쳐 2명이 사망했다. 그 외에도 카야오 항구에서 0.68 m, 마르코나구에서 0.72 m, 파이타에서 0.65 m의 해일을 관측하였다.
미국에서는 남부 캘리포니아의 샌루이스오비스포군에 있는 샌루이스항에서 최대 1.3 m, 북부 캘리포니아에서는 트레센트시티의 아레나코브 역사지구에서 최대 1.1 m의 거대한 쓰나미를 관측했다. 산타크루즈항에서도 0.91 m가 되는 해일이 강타해 주차장이 침수되었고 인근 마을인 캐피톨라 소퀄크릭에서는 물이 강을 역류하였다. 같은 날 개최될 예정이었던 서핑 대회도 취소되었다. 하프문베이에서도 강력한 해류를 관측했지만 실비치에서는 낮은 해일을 관측하였다. 알래스카주에서는 니콜스키에서 0.37 m의 해일이 관측되었다.
캐나다 브리티시컬럼비아주와 밴쿠버섬 해안에서도 유난히 높은 해일이 관측되었다. 현지 시각 11시 55분, 태평양 지진해일 경보 센터(PTWC)에서는 윈터하버에서 29 cm의 해일이 닥쳤다고 발표했다. 고목 통나무들이 만조 때 밀려들어와 해변 위로 떠밀려왔다.
멕시코 게레로주, 오아하카주, 바하칼리포르니아반도 등 태평양 연안 지역에서는 0.3 m에서 0.6 m에 달하는 해수면 상승이 관측되었다. 멕시코 국립 자치 대학교의 지구물리연구소 기상국에서는 콜리마주 만사니요에서 최대 2.05 m의 해일을 관측했다고 발표했다. 시우아타네호에서는 최대 1.19 m의 해일을 관측했다. 아카풀코, 우아툴코, 살리나크루스에서는 1 m 미만의 해일을 관측했다.
칠레 북부에서는 최대 2 m가 넘는 해일이 덮쳤다. 로스리오스주 지역을 촬영하여 SNS에 업로드된 사진이나 영상에서는 거대한 해일이 부두 해안가 다리에 피해를 입히고 보트를 쓸어가며 해변을 덮치는 모습이 나왔다. 차냐랄에서는 약 1.74 m의 해일이 관측되었다.
UTC 16시 11분 기준 푸에르토리코의 모나섬에서 12 cm 등 미국 해양대기청(NOAA)에서는 카리브해와 미국 텍사스주에서 작은 해일을 관측했다고 발표했다. 카리브해와 멕시코만 지역에서 관측된 해일은 화산이 폭발하며 만들어진 기압 변화와 충격파로 만들어진 기상해일로 추정된다.

### 각국의 쓰나미 높이
태평양 지진해일 경보 센터(PTWC)의 발표 외에 각국 기상청의 발표 기준 각 국가에서 이번 해저화산 분화로 관측한 해일의 높이는 다음과 같다. 해일 높이가 1 m 이상인 경우 노랑으로, 3 m 이상인 경우 빨강으로, 10 m 이상인 경우 보라색으로 칠했다.
| 피해 국가           | 피해 지역                         | 쓰나미 높이 | 출처    | 비고             |
| ------------------- | --------------------------------- | ----------- | ------- | ---------------- |
| 사모아              | 아피아                            | 0.17 m      | [ 104 ] |                  |
| 아메리칸사모아      | 팡오팡오                          | 0.62 m      | [ 104 ] |                  |
| 통가                | 누쿠알로파                        | 15 m 이상   | [ 57 ]  | PWTC 기준 0.82 m |
| 피지                | 수바                              | 0.26 m      | [ 104 ] |                  |
| 뉴질랜드            | 이스트곶                          | 0.26 m      | [ 104 ] |                  |
| 뉴질랜드            | 채텀 제도 오웬가                  | 0.44 m      | [ 104 ] |                  |
| 뉴질랜드            | 그레이트배리어섬                  | 1.33 m      | [ 64 ]  | PWTC 기준 0.70 m |
| 뉴질랜드            | 라로통가섬                        | 0.90 m      | [ 104 ] |                  |
| 뉴질랜드            | 기즈번                            | 0.68 m      | [ 104 ] |                  |
| 뉴질랜드            | 노스케이프                        | 0.69 m      | [ 104 ] |                  |
| 뉴질랜드            | 웰링턴                            | 0.18 m      | [ 104 ] |                  |
| 뉴질랜드            | 잭슨만                            | 1.14 m      | [ 105 ] | PWTC 기준 0.91 m |
| 뉴질랜드            | 네이피어포트                      | 0.35 m      | [ 104 ] |                  |
| 누벨칼레도니        | 리푸                              | 0.89 m      | [ 104 ] |                  |
| 누벨칼레도니        | 티오                              | 0.57 m      | [ 104 ] |                  |
| 누벨칼레도니        | 오이네                            | 1.13 m      | [ 104 ] |                  |
| 누벨칼레도니        | 영젠                              | 0.45 m      | [ 104 ] |                  |
| 누벨칼레도니        | 오베아섬                          | 0.39 m      | [ 104 ] |                  |
| 바누아투            | 루간빌                            | 0.37 m      | [ 104 ] |                  |
| 바누아투            | 포트빌라                          | 1.41 m      | [ 104 ] |                  |
| 오스트레일리아      | 노퍽섬 킹스턴                     | 1.27 m      | [ 105 ] | PWTC 기준 0.78 m |
| 오스트레일리아      | 스프링만                          | 0.35 m      | [ 104 ] |                  |
| 오스트레일리아      | 투폴드만                          | 0.67 m      | [ 104 ] |                  |
| 오스트레일리아      | 포트켐블라                        | 0.39 m      | [ 104 ] |                  |
| 오스트레일리아      | 골드코스트                        | 0.70 m      | [ 104 ] |                  |
| 오스트레일리아      | 리후리프                          | 0.12 m      | [ 104 ] |                  |
| 오스트레일리아      | 코코스 제도                       | 0.01 m      | [ 104 ] |                  |
| 오스트레일리아      | 버니                              | 0.26 m      | [ 104 ] |                  |
| 오스트레일리아      | 포틀랜드                          | 0.15 m      | [ 104 ] |                  |
| 오스트레일리아      | 에스퍼런스                        | 0.17 m      | [ 104 ] |                  |
| 미국 하와이         | 나윌리윌리                        | 0.31 m      | [ 104 ] |                  |
| 미국 하와이         | 힐로                              | 0.10 m      | [ 104 ] |                  |
| 미국 하와이         | 마카이피에르                      | 0.28 m      | [ 104 ] |                  |
| 미국 하와이         | 바베이포인트                      | 0.19 m      | [ 104 ] |                  |
| 미국 하와이         | 호놀룰루                          | 0.12 m      | [ 104 ] |                  |
| 미국 하와이         | 호노코하우                        | 0.34 m      | [ 104 ] |                  |
| 미국 하와이         | 카와이헤                          | 0.37 m      | [ 104 ] |                  |
| 미국 하와이         | 카훌루이                          | 0.83 m      | [ 104 ] |                  |
| 미국 하와이         | 하날레이                          | 0.82 m      | [ 104 ] |                  |
| 미국 하와이         | 할레이와                          | 0.41 m      | [ 104 ] |                  |
| 나우루              | 니복                              | 0.15 m      | [ 104 ] |                  |
| 미국 알래스카주     | 니콜스키                          | 0.36 m      | [ 104 ] |                  |
| 미국 알래스카주     | 앗카                              | 0.22 m      | [ 104 ] |                  |
| 미국 알래스카주     | 킹코브                            | 0.32 m      | [ 104 ] |                  |
| 미국 알래스카주     | 더치하버                          | 0.09 m      | [ 104 ] |                  |
| 미국 알래스카주     | 야쿠타트                          | 0.22 m      | [ 104 ] |                  |
| 미국 알래스카주     | 포트알렉산더                      | 0.34 m      | [ 104 ] |                  |
| 미국 캘리포니아주   | 샌루이스                          | 1.3 m       | [ 91 ]  |                  |
| 미국 캘리포니아주   | 트레센트시티                      | 1.1 m       | [ 91 ]  |                  |
| 미국 캘리포니아주   | 산타크루즈                        | 0.91 m      | [ 91 ]  |                  |
| 미국                | 사이판섬                          | 0.11 m      | [ 104 ] |                  |
| 미국                | 존스턴 환초                       | 0.11 m      | [ 104 ] |                  |
| 미국                | 미드웨이 환초                     | 0.22 m      | [ 104 ] |                  |
| 미국                | 웨이크섬                          | 0.13 m      | [ 104 ] |                  |
| 프랑스령 폴리네시아 | 소시에테 제도 하히네섬            | 0.53 m      | [ 104 ] |                  |
| 프랑스령 폴리네시아 | 리키테아                          | 0.21 m      | [ 104 ] |                  |
| 프랑스령 폴리네시아 | 마르키즈 제도 누쿠히바섬          | 0.67 m      | [ 104 ] |                  |
| 프랑스령 폴리네시아 | 마르키즈 제도 히바오아섬          | 0.53 m      | [ 104 ] |                  |
| 프랑스령 폴리네시아 | 타히티섬 바이라                   | 0.43 m      | [ 104 ] |                  |
| 프랑스령 폴리네시아 | 타히티섬 파페에테                 | 0.27 m      | [ 104 ] |                  |
| 프랑스령 폴리네시아 | 투부아이섬                        | 0.33 m      | [ 104 ] |                  |
| 칠레                | 이스터섬                          | 0.32 m      | [ 104 ] |                  |
| 칠레                | 파타체                            | 0.15 m      | [ 104 ] |                  |
| 칠레                | 코랄                              | 0.80 m      | [ 104 ] |                  |
| 칠레                | 바이아만사                        | 1.03 m      | [ 104 ] |                  |
| 칠레                | 부칼레무                          | 0.52 m      | [ 104 ] |                  |
| 칠레                | 탈카우아노                        | 0.35 m      | [ 104 ] |                  |
| 칠레                | 킨테로                            | 0.52 m      | [ 104 ] |                  |
| 칠레                | 코킴보                            | 1.08 m      | [ 104 ] |                  |
| 칠레                | 피사과                            | 0.26 m      | [ 104 ] |                  |
| 칠레                | 푸에르토멜링카                    | 0.11 m      | [ 104 ] |                  |
| 칠레                | 차냐랄                            | 1.74 m      | [ 104 ] |                  |
| 칠레                | 탈탈                              | 0.49 m      | [ 104 ] |                  |
| 칠레                | 토코피야                          | 0.51 m      | [ 104 ] |                  |
| 칠레                | 피치당기                          | 0.71 m      | [ 104 ] |                  |
| 칠레                | 메히요네스                        | 0.74 m      | [ 104 ] |                  |
| 칠레                | 아리카                            | 1.22 m      | [ 104 ] |                  |
| 일본                | 시즈오카현 오마에자키시           | 0.71 m      | [ 104 ] |                  |
| 일본                | 고치현 도사시미즈시               | 0.93 m      | [ 104 ] |                  |
| 일본                | 홋카이도 구시로시                 | 0.40 m      | [ 104 ] |                  |
| 일본                | 홋카이도 하코다테시               | 0.33 m      | [ 104 ] |                  |
| 일본                | 지치지마섬                        | 0.74 m      | [ 104 ] |                  |
| 일본                | 이시가키섬                        | 0.15 m      | [ 104 ] |                  |
| 일본                | 가고시마현 아마미시               | 1.2 m       | [ 106 ] |                  |
| 일본                | 이와테현 구지시                   | 1.1 m       | [ 106 ] |                  |
| 일본                | 이와테현 오후나토시               | 0.29 m      | [ 104 ] |                  |
| 일본                | 와카야마현 구시모토정             | 0.96 m      | [ 104 ] |                  |
| 일본                | 미야자키현 아부라쓰               | 0.65 m      | [ 104 ] |                  |
| 러시아              | 보도파드나야강                    | 0.45 m      | [ 104 ] |                  |
| 멕시코              | 아카풀코                          | 0.13 m      | [ 104 ] |                  |
| 멕시코              | 만사니요                          | 2.05 m      | [ 99 ]  |                  |
| 멕시코              | 시우아타네호                      | 1.19 m      | [ 99 ]  | PWTC 기준 0.46 m |
| 멕시코              | 푸에르토마데로                    | 0.21 m      | [ 104 ] |                  |
| 멕시코              | 푸에르토바야르타                  | 0.39 m      | [ 104 ] |                  |
| 멕시코              | 푸에르토앙헬                      | 0.38 m      | [ 104 ] |                  |
| 멕시코              | 라사로카르데나스                  | 0.19 m      | [ 104 ] |                  |
| 멕시코              | 마사틀란                          | 0.24 m      | [ 104 ] |                  |
| 멕시코              | 푸에르토모렐로스                  | 0.03 m      | [ 107 ] |                  |
| 멕시코              | 이슬라무헤레스                    | 0.03 m      | [ 107 ] |                  |
| 에콰도르            | 갈라파고스 군도 산타크루스섬      | 0.75 m      | [ 104 ] |                  |
| 에콰도르            | 갈라파고스 군도 발트라섬          | 0.40 m      | [ 104 ] |                  |
| 에콰도르            | 라리베르타드                      | 0.60 m      | [ 104 ] |                  |
| 코스타리카          | 케포스                            | 0.11 m      | [ 104 ] |                  |
| 페루                | 탈라라                            | 0.34 m      | [ 104 ] |                  |
| 페루                | 마타라니                          | 0.48 m      | [ 104 ] |                  |
| 페루                | 카야오                            | 0.79 m      | [ 104 ] |                  |
| 페루                | 람바예케                          | 2 m         | [ 89 ]  |                  |
| 남극                | 함장 아르투로 프라트 기지 (칠레)  | 0.27 m      | [ 104 ] |                  |
| 남극                | 베르나즈키 연구 기지 (우크라이나) | 0.28 m      | [ 104 ] |                  |
| 캐나다              | 헨슬렁코브                        | 0.23 m      | [ 104 ] |                  |
| 캐나다              | 윈터하버                          | 0.28 m      | [ 104 ] |                  |
| 키리바시            | 키리티마티섬                      | 0.20 m      | [ 104 ] |                  |
| 미크로네시아 연방   | 추크주                            | 0.06 m      | [ 104 ] |                  |
| 투발루              | 퐁가페일                          | 0.12 m      | [ 104 ] |                  |
| 솔로몬 제도         | 타레쿠쿠레와르프                  | 0.20 m      | [ 104 ] |                  |
| 파푸아뉴기니        | 마누스섬 롬브룸                   | 0.20 m      | [ 104 ] |                  |
| 필리핀              | 레가스피                          | 0.13 m      | [ 104 ] |                  |
| 필리핀              | 다바오시                          | 0.22 m      | [ 104 ] |                  |
| 미국 푸에르토리코   | 모나섬                            | 0.12 m      | [ 107 ] |                  |
| 미국 푸에르토리코   | 마야게스                          | 0.06 m      | [ 107 ] |                  |
| 미국 텍사스주       | 락포트                            | 0.03 m      | [ 107 ] |                  |
| 미국령 버진아일랜드 | 라임트리                          | 0.03 m      | [ 107 ] |                  |
| 과들루프            | 데헤                              | 0.06 m      | [ 107 ] |                  |

## 피해와 영향
| 국가 | 사망자수 | 부상자수 | 실종자수 | 출처                    |
| ---- | -------- | -------- | -------- | ----------------------- |
| 통가 | 4명      | 14명     | 다수     | [ 108 ] [ 109 ] [ 110 ] |
| 페루 | 2명      | 0        | 0        | [ 89 ]                  |
| 미국 | 0        | 3명      | 0        | [ 111 ]                 |
| 일본 | 0        | 2명      | 0        | [ 112 ]                 |
| 총합 | 6명      | 19명     | 다수     |                         |

### 통가
해저 케이블의 파손으로 통신 문제가 생겨 통가의 피해 규모와 인명 피해에 관한 정보는 거의 나오지 않았다. 스카이 뉴스에서는 통가 해안가에 해일이 강타하는 모습이 담긴 영상을 보도하였다. 통가 수도와 약간 떨어진 아타타섬은 물에 완전히 잠겨 구조 작전이 진행중인 것으로 알려졌다. 사진상으로는 섬 대부분이 완전히 파괴된 것으로 추정되며, 뉴질랜드 방위군은 이번 화산으로 통가의 피해가 "재앙적"이라고 말했다. 통가 주민들은 화산재로 호흡 곤란을 겪고 있다는 보고가 있다.
통가 정부가 트위터를 통해 공개한 소식에 따르면 망고섬에서는 모든 건물이 파괴되었다. 포노이푸아섬에서는 건물 2채만 남았으며 노무카섬도 큰 피해를 입었다. 통가타푸섬 서해안에는 가옥 21채가 파괴되었고 35채가 심각한 피해를 입었다. 수도 누쿠알로파에서는 주택 8채가 파괴되었고 20채가 심각한 피해를 입었다. 에우아섬에서는 주택 2채가 파괴되었고 45채가 심각한 피해를 입었다. 유엔 훈련조사연구소(UNITAR)의 분석에 따르면 아타타섬은 최소 건물 72채가 해일의 영향을 받고 섬 전체가 화산재를 뒤집어 쓰는 등 광범위한 피해를 입었다. 초기 보도에 따르면 통가 수도가 있는 본섬에서 약간 떨어져 있는 아타타섬은 쓰나미를 직격당해 섬 전체가 물에 잠겼었다고 한다. 로얄 선셋 아일랜드 리조트가 페이스북에 올린 글에서는 모든 주민이 대피하였으며 현재 안전한 상태라고 밝혔다. 통가타푸섬은 주택 50채가 파괴되고 100여채 이상이 큰 피해를 입었다.
수도 누쿠알로파에 있는 한 뉴질랜드 정부 관계자는 해일 때문에 도시 해안가 지역이 광범위한 피해를 입었다고 증언했다. 고등판무관 서리 피터 룬드는 화산 폭발과 이어진 해일로 수 명이 실종 상태라고 밝혔다. 해일이 누쿠알로파를 덮쳤을 당시 실종되었던 사람들 중에는 통가에 거주하는 영국인 타투 업주인 안젤라 글로버도 있었다. 글로버의 시신은 나중에 발견되었다. 통가의 피해 규모는 아직까지 명확하지 않지만 두꺼운 화산재가 쌓여 상수도원이 오염되고 통신이 끊겼으며 정찰 비행도 화산재 위험으로 중단되어 구호 작전을 곧바로 시작하기는 어려운 상황이다. 1월 18일에는 통가 외교통상부가 사망자 1명을 추가로 확인했다고 발표했다. 고등판무관 서리 룬드는 해일로 세 번째 사망자가 발견되었으나 신원을 확인하지 못했다고 언급하였다. 세 번째 사망자는 통가 원주민으로 확인되었으며 통가 정부는 해일로 현재까지 총 3명이 사망했다고 말했다. 통가 정부는 사망한 현지인 두명이 각각 망고섬과 노무카섬에 살고 있었다고 밝혔다. 이어 정부에서는 부상자수를 아직까지 집계중이라고 밝혔다.
누쿠알로파 북동쪽에 있는 리푸카섬에서는 한 주민이 사진을 업로드해 섬 마을과 부두가 경미한 파손을 입은 모습이 확인되었다. 피해 규모를 보아 섬이 낮은 높이 의 해일을 맞아 피해를 입은 것 같다고 분석하였다. 우이하섬과 하아노섬 해일로 제한적인 피해가 발생하였다. 해일이 지나간 이후 촬영된 몇몇 사진에 따르면 해일이 쓸고 온 잔해가 도로와 잔디밭에 흩어진 모습이 보였다. 하아타푸 해변 리조트 주인은 페이스북에 남긴 글에서 통가타푸 북쪽 끝에 있었던 자신의 해변 리조트가 완전히 파괴되었다고 전했다. 직원들은 전부 대피하였다. 같은 글에선 섬 서쪽 해안 전체와 카누쿠폴루 마을이 파괴되었다고 덧붙였다. 유엔 인도주의 업무 조정국(UNOCHA)은 하파이 제도의 저지대 섬인 인구 69명의 포노이섬과 인구 36명의 망고섬 두 곳에서 조난 무선 표지(EPIRB) 신호가 감지되었다며 우려를 표했다. 비행기를 통한 정찰 조사 결과 두 저지대 섬에서 실질적인 "재산 피해"를 확인했으며, 이후 통가 정부는 망고섬의 모든 주택이 파괴되었다고 발표했다.
사우턴 크로스 케이블 회사는 이번 화산폭발로 통가와 피지를 잇는 사우턴 크로스 사의 태평양 횡단 케이블의 일부인 통가 해저 케이블이 끊긴 것 같다고 말했다. 사우턴 크로스 사는 누쿠알로파에서 37 km 떨어진 국제 케이블과 누쿠알로파에서 47 km 떨어져 있는 국내 케이블이 손상된 것 같다고 말했다. 뉴질랜드의 총리인 저신다 아던은 그 전에 전력 공급과 관련된 문제로 통가와 연결된 해저 케이블 연결이 끊겼다며 정부가 긴급하게 복구를 시도하고 있다고 말했다. 통가 해저 케이블의 총책임자인 사미엘라 포누아는 통가의 화산 활동이 그치기 전까지는 수리 작업자들이 문제 지역으로 접근할 수 없어 복구에 필요한 추가 준비 시간까지 계산한다면 폭발 이후 약 2주간은 인터넷을 사용할 수 없을 것이라고 예상했다. 수리 일정은 최소 2월 1일 이후로 잡혀 있다.
1월 17일, 통가의 뉴질랜드 고등판무관은 통가타푸섬 서쪽 해안이 심각한 피해를 입었다고 말했다. 호주군의 정찰 비행에서도 통가타푸섬 서부 해안이 광범위한 피해를 입었다고 보고되었다. 유엔 인도주의 업무 조정국(UNOCHA)의 초기 보고서에서는 누쿠알로파 해안가가 해일 파도 때문에 내륙으로 파편과 암석을 퇴적시켜 심각한 피해를 입었다고 추정했다. 또한 수도 누쿠알로파에 2 cm의 화산재가 쌓여 있다고 추정했다.
노무카섬의 위성사진에서는 건물 40채가 화산재로 뒤덮이는 등 지상에 있던 구조물 중 1/5 정도가 심각한 피해를 입었다. 푸아모투 국제공항도 재와 흙으로 뒤덮였다. 누쿠알로파 지역에 침수 피해가 보고되기도 하였다. 하파이섬에 파견된 통가 해군은 높이 5-10 m 정도 되는 쓰나미가 내륙 500 m 안쪽까지 도달하는 등 심각한 피해를 입었다고 보고했다.

## 반응

### 1월 14일
1월 14일, 화산 분화가 확인되자 통가에서 쓰나미 경보가 발령되었다. 화산 폭발 이후에는 점차 화산 활동이 줄어들면서 1월 15일 새벽 쓰나미 경보가 해제되었다. 첫 쓰나미 경보가 발령되었을 당시 통가에서 최대 30 cm의 쓰나미를 관측하였다.

### 1월 15일
현지 시각 1월 15일 저녁, 거대 분화와 함께 통가 전체에 경보가 발령되었다. 주민들에게는 고지대로 대피할 것을 촉구했으며 누쿠알로파에서는 경보 사이렌이 울렸다.
피지 광물자원부는 해안가 주민들에게 최대한 바다와 멀리 떨어지라며 쓰나미 대피령을 발동했다. 먼바다에서 해일이 관측되자 라우 제도에서도 대피령이 발령되었다. 피지의 법무상인 아이야즈 사예드카이윰은 분화로 대기중에서 배출된 이산화황(SO2)이 황산으로 변해 땅에 떨어질 위험이 있으니 비가 올 경우 실내에 머물며 가정용 물탱크는 노출되지 않게 덮으라고 권고했다. 왈리스 푸투나에서는 쓰나미 경보가 발령되었으나 피해는 보고되지 않았고 1월 15일 저녁 경보가 해제되었다.

## 구호 활동
1월 20일, 통가 국민들은 푸아모투 국제공항 활주로에 덮인 5~10cm 두께의 화산재를 치웠고, 뉴질랜드군의 수송기가 구호물자를 싣고 도착하였다.

## 같이 보기
- 2009년 통가 해저 화산 폭발